# My World (album av Avril Lavigne)
My World är ett videoalbum av den kanadensiska sångerskan Avril Lavigne, utgivet den 3 november 2003 på Arista Records. Videon består av en filmad konsert vid First Niagara Center i Buffalo, New York. Konserten var en del av Lavignes första världsturné, Try to Shut Me Up Tour.

## Innehåll

### "Try to Shut Me Up Tour" Buffalo NY Concert
1. "Sk8er Boi"
2. "Nobody's Fool"
3. "Mobile"
4. "Anything but Ordinary"
5. "Losing Grip"
6. "Naked"
7. "Too Much to Ask"
8. "I Don't Give"
9. "Basket Case" (Green Day-cover)
10. "My World"
11. "I'm with You"
12. "Complicated"
13. "Unwanted"
14. "Tomorrow"
15. "Knockin' on Heaven's Door" (Bob Dylan-cover)
16. "Things I'll Never Say"

### Extramaterial
- "Avril's Cut" Behind The Scenes Featurette
- Outtakes
- Fotogralleri
- Musikvideor
  - "Complicated"
  - "I'm with You"
  - "Knocking on Heaven's Door"
  - "Losing Grip"
  - "Sk8er Boi"

## CD-utgåva
En del versioner av DVD:n innehöll en live-CD. Alla låtar är liveinspelningar utom "Why", ursprungligen b-sidan till singeln "Complicated".

### Låtlista
| Nr | Titel                                                                | Kompositör                                           | Längd |
| -- | -------------------------------------------------------------------- | ---------------------------------------------------- | ----- |
| 1. | Fuel (Metallica live cover, recorded at MTV)                         | Kirk Hammett, James Hetfield, Lars Ulrich            |       |
| 2. | Basket Case (Green Day live cover, recorded in Dublin)               | Billie Joe Armstrong, Mike Dirnt, Tré Cool           | 3:04  |
| 3. | Unwanted (live, recorded in Dublin)                                  | Avril Lavigne, Cliff Magness                         | 4:20  |
| 4. | Sk8er Boi (live, recorded in Dublin)                                 | Lavigne, Lauren Christy, Graham Edwards, Scott Spock | 4:10  |
| 5. | Knockin' on Heaven's Door (Bob Dylan live cover, recorded in Dublin) | Bob Dylan                                            | 3:08  |
| 6. | Why                                                                  | Lavigne, Peter Zizzo                                 | 4:00  |